# アミナ・モハメド
アミナ・J・モハメド（Amina J Mohammed、1961年6月27日 - ）は、ナイジェリアの外交官、政治家である。第5代国連副事務総長を務めている。それ以前は、2015年から2016年までナイジェリアの環境大臣を務め、ポスト2015年開発目標アジェンダ策定の中心人物であった。

## 若年期と教育
モハメドはイギリス・リバプールで1961年に生まれた。父はナイジェリア人の獣医官、母はイギリス人の看護師だった。5人姉妹の長女である。
モハメドは、カドゥナとマイドゥグリの小学校およびマン島のバカン・スクールに通っていた。1989年にヘンレイ・ビジネス・スクールに入学した。卒業後、父からナイジェリアへの帰国を要求された。

## キャリア
1981年から1991年まで、イギリスのノーマン・アンド・ドーバーンと提携した建築設計事務所であるアーコン・ナイジェリアで働いていた。1991年にアフリプロジェクツ・コンソーシアム(Afri-Projects Consortium)を設立し、1991年から2001年までエグゼクティブ・ディレクターを務めた。
2002年から2005年まで、国連ミレニアム・プロジェクトの「ジェンダーと教育に関するタスクフォース」の調整を担当した。
その後、ナイジェリア大統領のミレニアム開発目標(MDGs)に関する上級特別補佐官を務めた。2005年には、MDGs達成に向けたナイジェリアの債務救済基金の調整を担当した。モハメドの責務は、貧困削減のための革新的なアプローチ、予算の調整とモニタリング、貧困、公共部門の改革、持続可能な開発に関する適切な問題についての助言を提供することであった。
モハメドはその後、開発政策ソリューションセンター(Center for Development Policy Solutions)を創設してCEOに就任し、コロンビア大学の開発実務修士プログラムの非常勤教授を務めた。その間、国連事務総長の「ポスト2015年開発目標アジェンダに関するハイレベルパネル」や「持続可能な開発のためのデータ革命に関する独立専門家諮問グループ」など、数多くの国際諮問委員会やパネルの委員を務めた。また、国連教育科学文化機関(UNESCO)の「万人のための教育についてのグローバルモニタリングレポート」(GME)の諮問委員会の議長も務めた。
2012年からは、潘基文国連事務総長のポスト2015年開発目標アジェンダに関する特別顧問を務め、ポスト2015年開発目標アジェンダのプロセスの中心的な役割を果たした。特別顧問としてのモハメドの役割は、事務総長、ハイレベル有識者パネル（HLP）、国連総会のオープン・ワーキング・グループ（OWG）などの関係者とのパイプ役だった。2014年からは、持続可能な開発のためのデータ革命に関する事務総長の独立専門家諮問グループのメンバーも務めた。

### 環境大臣

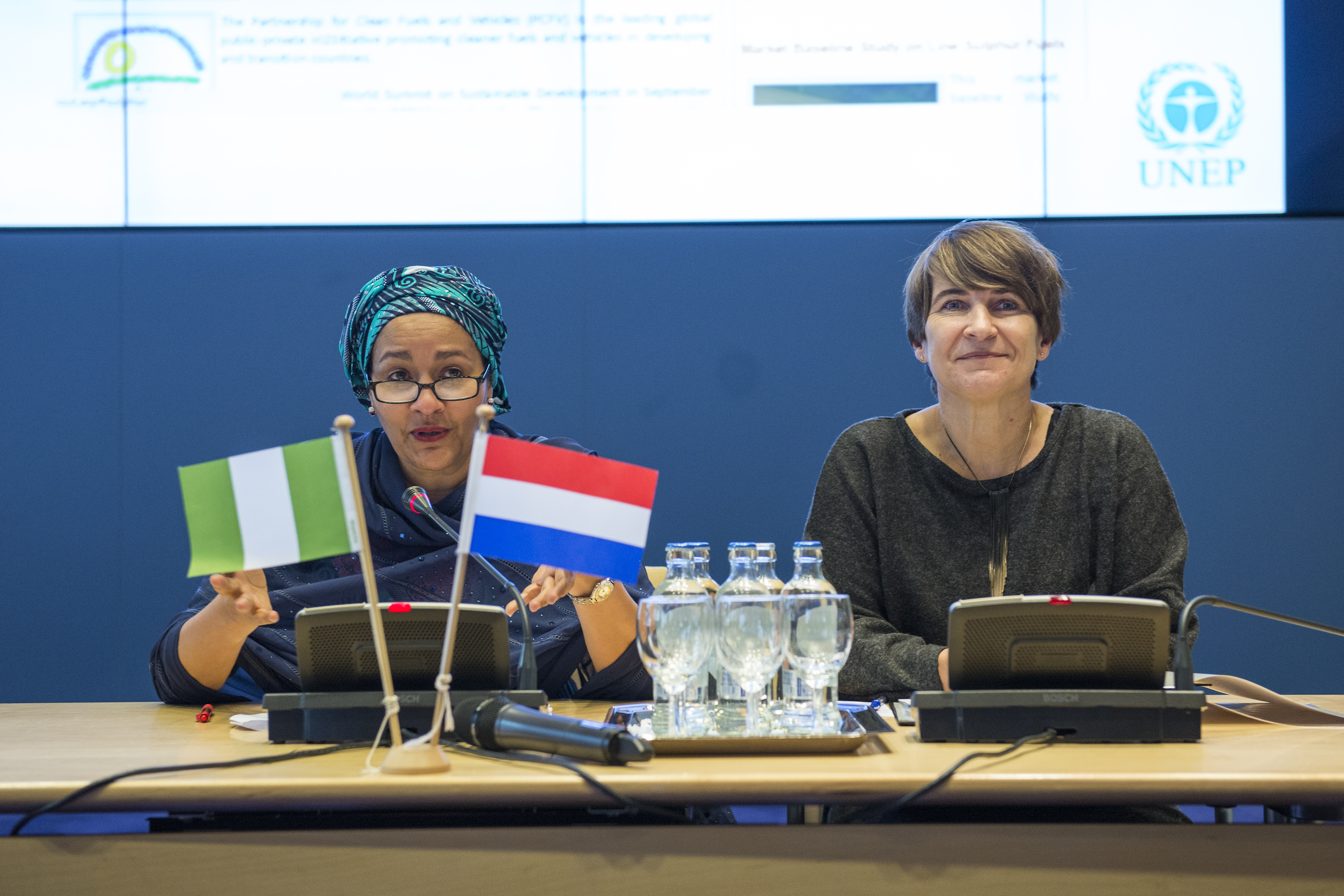
オランダのリリアンヌ・プルメン開発協力大臣と（2016年12月5日）

モハメドは、2015年11月から2017年2月まで、ムハンマド・ブハリ大統領の内閣で環境大臣を務めた。その間、ポール・カガメが議長を務めるアフリカ連合(AU)改革運営委員会のナイジェリア代表を務めた。2017年2月24日にナイジェリア連邦執行理事会を辞任した。
2017年、環境大臣在任中に、絶滅の危機に瀕しており輸出入が制限されているナイジェリア産ローズウッドを違法に中国に輸入する詐欺に参加したとして非難された。ナイジェリア政府はこの主張を否定している。

### 国連副事務総長
2017年1月、アントニオ・グテーレス国連事務総長は、モハメドを国連副事務総長に任命する意向を表明した。

## その他の活動
- 持続可能な開発データのためのグローバル・パートナーシップ 理事（2017年 - ）[21]
- アクションエイド（英語版） 諮問委員
- ビル&メリンダ・ゲイツ財団 世界開発プログラム諮問委員
- ヒューレット財団 理事
- 国際開発研究センター（英語版） 理事
- 国際ジェンダーチャンピオン（英語版）(IGC) 会員[22]
- 中国科学技術情報研究所(ISTIC) 諮問委員
- 世界経済フォーラム ヤング・グローバル・リーダーズ 理事[23]

## 賞と栄誉
- 2006年 - 連邦共和国勲章（英語版）
- 2007年 - ナイジェリア女性殿堂入り
- 2015年 - 国際開発と連帯のためのフォード・ファミリー・ノートルダム賞[24]
- 2017年 - 『フォーリン・ポリシー』誌 ディプロマ・オブ・ザ・イヤー賞[25]
- 2018年 - サラウニア（英語版）（ニジェールの女性酋長の称号）[26]
- 2018年 - BBCの100人の女性[27]
- 2019年 - 地球市民賞（英語版）ワールドリーダー賞[28]

## 私生活
モハメドの娘のネイディーン・イブラヒムは映画監督である。